# 석종구
석종구(1944년 2월 23일~)는 대한민국의 권투 선수로, 1964년 하계 올림픽에 참가했다.